# NHL Stadium Series 2014
L'NHL Stadium Series 2014 è stata una serie di quattro partite di hockey su ghiaccio disputate all'aperto organizzata dalla National Hockey League. Le quattro gare sono state valide per la stagione regolare 2013-14, e sono distinte dalle gare del Winter Classic e dell'Heritage Classic. La Stadium Series 2014 si compone delle seguenti sfide: i Los Angeles Kings contro gli Anaheim Ducks presso il Dodger Stadium il 25 gennaio 2014; i New Jersey Devils contro i New York Rangers allo Yankee Stadium il 26 gennaio; i New York Islanders contro i Rangers sempre allo Yankee Stadium il 29 gennaio ed infine i Pittsburgh Penguins opposti ai campioni in carica dei Chicago Blackhawks al Soldier Field il 1º marzo 2014.
Nel corso della stagione regolare la Stadium Series 2014 è stata posta in mezzo ad altre due partite all'aperto: nel giorno di Capodanno i Detroit Red Wings hanno ospitato i Toronto Maple Leafs nel Winter Classic 2014 al Michigan Stadium di Ann Arbor, mentre i Vancouver Canucks hanno sfidato i Ottawa Senators nell'Heritage Classic 2014 al BC Place il 2 marzo. Al termine della serie i New York Rangers con quattro sfide diventarono la franchigia ad avere giocato il maggior numero di gare all'aperto della NHL, dopo aver già preso parte al Winter Classic 2012 e a un match di esibizione nel 1991 giocato a Las Vegas.

## Divise
Ciascuna squadra ha indossato delle divise realizzate appositamente per l'evento, in particolare i Devils sono stati gli unici a modificare i colori della maglia, ritornando allo schema originario con divise rosse e verdi. I New York Islanders hanno annunciato la loro maglia per la Stadium Series il 27 novembre 2013. Gli Anaheim Ducks e i Los Angeles Kings hanno svelato insieme le loro maglie il 3 dicembre. I Pittsburgh Penguins hanno annunciato la maglia della Stadium Series jersey il 13 dicembre. Infine i Chicago Blackhawks e i New York Rangers hanno svelato le loro divise il 20 dicembre.

## Dodger Stadium
| Arbitri: | Brad Watson Chris Lee |

| |            | |
| (R. Getzlaf) C. Perry 02:45 (N. Bonino, T. Selänne) M. Beleskey 08:12 (K. Palmieri) A. Cogliano 58:31 | Marcatori  | |
| 1 - P - Jonas Hiller 4 - D - Cam Fowler 6 - D - Ben Lovejoy 7 - C - Andrew Cogliano 8 - AD - Teemu Selänne (A) 10 - AD - Corey Perry 11 - C - Saku Koivu (A) 13 - C - Nick Bonino 15 - C - Ryan Getzlaf (C) 17 - AS - Dustin Penner 18 - AD - Tim Jackman 21 - AD - Kyle Palmieri 23 - D - François Beauchemin 28 - D - Mark Fistric 31 - P - Frederik Andersen 34 - AS - Daniel Winnik 39 - AS - Matt Beleskey 47 - D - Hampus Lindholm 55 - D - Bryan Allen 62 - AS - Patrick Maroon | Formazioni | Jonathan Quick - P - 32 Jake Muzzin - D - 6 Drew Doughty - D - 8 Mike Richards - C - 10 Anže Kopitar (A) - C - 11 Kyle Clifford - AS - 13 Justin Williams - AD - 14 Matt Frattin - AD - 21 Trevor Lewis - C - 22 Dustin Brown (C) - AD - 23 Colin Fraser - C - 24 Vjačeslav Vojnov - D - 26 Alec Martinez - D - 27 Jarret Stoll - C - 28 Martin Jones - P - 31 Willie Mitchell - D - 33 Robyn Regehr - D - 44 Jordan Nolan - AD - 71 Dwight King - AS - 74 Jeff Carter - C - 77 |
| Bruce Boudreau | Allenatori | Darryl Sutter |

## Yankee Stadium

### 26 gennaio
| Arbitri: | Paul Devorski Wes McCauley |

| |            | |
| (A. Strålman, B. Boyle) D. Moore 09:07 (D. Moore) M. Staal 16:59 (J. Moore, D. Brassard) M. Zuccarello 22:48 (D. Brassard, B. Pouliot) M. Zuccarello 32:44 (R. Callahan, A. Strålman) C. Hagelin 33:53 (D. Stepan, M. Staal) R. Nash 39:31 D. Stepan 50:06 | Marcatori  | 05:36 P. Eliáš (R. Clowe) 11:00 P. Eliáš (J. Jágr, M. Židlický) 16:07 T. Zajac (J. Jágr, M. Fayne) |
| 30 - P - Henrik Lundqvist 5 - D - Dan Girardi 6 - D - Anton Strålman 8 - D - Kevin Klein 13 - AS - Daniel Carcillo 16 - C - Derick Brassard 17 - D - John Moore 18 - D - Marc Staal (A) 19 - C - Brad Richards (A) 20 - AS - Chris Kreider 21 - C - Derek Stepan 22 - C - Brian Boyle 24 - AD - Ryan Callahan (C) 27 - D - Ryan McDonagh 28 - C - Dominic Moore 33 - P - Cam Talbot 36 - C - Mats Zuccarello 61 - AS - Rick Nash 62 - AS - Carl Hagelin 67 - AS - Benoît Pouliot | Formazioni | Martin Brodeur - P - 30 Marek Židlický - D - 2 Andy Greene - D - 6 Mark Fayne - D - 7 Dainius Zubrus - C - 8 Stephen Gionta - C - 11 Damien Brunner - C - 12 Adam Henrique - C - 14 Jacob Josefson - C - 16 Michael Ryder - AD - 17 Steve Bernier - AD - 18 Travis Zajac (A) - C - 19 Ryan Carter - C - 20 Éric Gélinas - D - 22 Bryce Salvador (C) - D - 24 Patrik Eliáš (A) - AS - 26 Anton Volčenkov - D - 28 Ryane Clowe - AS - 29 Cory Schneider - P - 35 Jaromír Jágr - C - 68 |
| Alain Vigneault | Allenatori | Peter DeBoer |

### 29 gennaio
| Arbitri: | Eric Furlatt Dan O'Rourke |

| |            | |
| (D. Brassard, M. Zuccarello) B. Pouliot 39:13 (D. Moore, B. Boyle) D. Carcillo 44:36 | Marcatori  | 38:33 B. Nelson (M. Donovan, C. Clutterbuck) |
| 30 - P - Henrik Lundqvist 5 - D - Dan Girardi 6 - D - Anton Strålman 8 - D - Kevin Klein 13 - AS - Daniel Carcillo 16 - C - Derick Brassard 17 - D - John Moore 18 - D - Marc Staal (A) 19 - C - Brad Richards (A) 20 - AS - Chris Kreider 21 - C - Derek Stepan 22 - C - Brian Boyle 24 - AD - Ryan Callahan (C) 27 - D - Ryan McDonagh 28 - C - Dominic Moore 33 - P - Cam Talbot 36 - C - Mats Zuccarello 61 - AS - Rick Nash 62 - AS - Carl Hagelin 67 - AS - Benoît Pouliot | Formazioni | Evgenij Nabokov - P - 20 Ľubomír Višňovský - D - 11 Josh Bailey - C - 12 Colin McDonald - AD - 13 Thomas Hickey - D - 14 Cal Clutterbuck - AD - 15 Peter Regin - C - 16 Matt Martin - AS - 17 Kyle Okposo (A) - AD - 21 Thomas Vanek - AS - 26 Brock Nelson - C - 29 Brian Strait - D - 37 Michael Grabner - AD - 40 Calvin de Haan - D - 44 Matt Donovan - D - 46 Andrew MacDonald (A) - D - 47 Frans Nielsen - C - 51 Casey Cizikas - C - 53 Kevin Poulin - P - 60 John Tavares (C) - C - 91 |
| Alain Vigneault | Allenatori | Jack Capuano |

## Soldier Field
| Arbitri: | Marc Joannette Chris Rooney |

| |            | |
| J. Neal 46:21 | Marcatori  | 15:35 P. Sharp (J. Toews, N. Leddy) 30:47 J. Toews 36:43 K. Versteeg (P. Kane, M. Handzuš) 53:57 B. Bickell (B. Saad, M. Rozsíval) 57:52 J. Toews (P. Sharp) |
| 29 - P - Marc-André Fleury 2 - D - Matt Niskanen 3 - D - Olli Määttä 4 - D - Rob Scuderi 5 - D - Deryk Engelland 14 - AS - Chris Kunitz (A) 15 - AS - Tanner Glass 16 - C - Brandon Sutter 17 - AS - Taylor Pyatt 18 - AS - James Neal 27 - AD - Craig Adams 36 - AS - Jussi Jokinen 37 - P - Jeff Zatkoff 41 - D - Robert Bortuzzo 44 - D - Brooks Orpik 46 - C - Joe Vitale 47 - D - Simon Després 49 - C - Brian Gibbons 71 - C - Evgenij Malkin (A) 87 - C - Sidney Crosby (C) | Formazioni | Corey Crawford - P - 50 Duncan Keith (A) - D - 2 Niklas Hjalmarsson - D - 4 Brent Seabrook - D - 7 Nick Leddy - D - 8 Patrick Sharp (A) - AD - 10 Marcus Krüger - C - 16 Jonathan Toews (C) - C - 19 Brandon Saad - AS - 20 Kris Versteeg - AD - 23 Michal Handzuš - C - 26 Johnny Oduya - D - 27 Ben Smith - AD - 28 Bryan Bickell - AS - 29 Antti Raanta - P - 31 Michal Rozsíval - D - 32 Brandon Bollig - AS - 52 Andrew Shaw - C - 65 Marián Hossa - AD - 81 Patrick Kane - AD - 88 |
| Dan Bylsma | Allenatori | Joel Quenneville |